# راهول ديسيكان

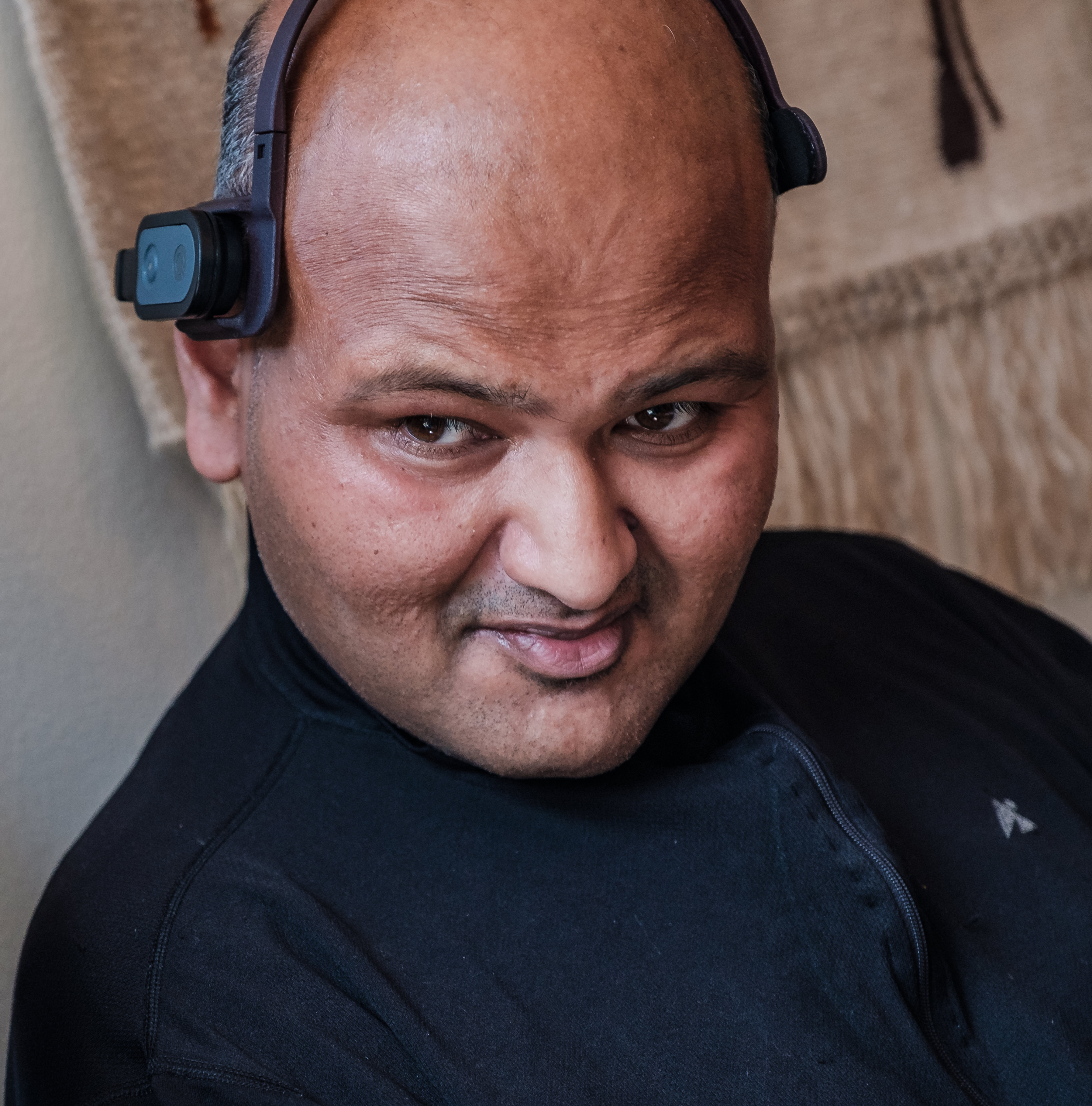
راهول ديسيكان في عام 2018.

راهول ديسيكان (6يوليو 1978-14 يوليو 2019) , هو عالم أعصاب وطبيب أخصائي بالإشعاع العصبي - هندي أمريكي- ، كان أستاذا مساعدا في التصوير الطبي الحيوي، والطب الأشعاعي وطب الأعصاب وطب الأطفال في جامعة كاليفورنيا سان فرانسيسكو ، وكان مديرا مشاركا في مختبر التصوير الإشعاعي العصبي الدقيق، أصبحت إنجازات ديسيكان معروفة للجميع في مقال نشرته صحيفة واشنطن بوست توضح بالتفصيل إلتزامه مدى الحياة بالوقاية من داء الزهايمر (الخرف الشيخوخي) وعلاجه وعمله المستمر كعالم يعيش مع مرض التصلب الجانبي الضموري (ALS) ، كان ديسيكان صريحا بشأن الحاجة إلى زيادة الوعي وتمويل الأبحاث في مرض التصلب الجانبي الضموري، وعبر عن وجهة نظره الفريدة كباحث ومريض (التصلب الجانبي الضموري) في مقالات إفتتاحية تظهر في عمود منتظم في صحيفة واشنطن بوست وايضا في سان فرانسيسكو كرونيكل وساينتفك أمريكان.

## التعليم والتأثيرات المبكرة
تخرج دييسيكان من مدرسة برونكس الثانوية للعلوم، وهي مدرسة للطلاب الموهوبين في عام 1995 ميلادي، أكمل ديسيكان تدريبه على البكالوريوس والماجستير والدكتوراه في جامعة بوسطن، وتخصص في الأشعة بجامعة كاليفورنيا سان فرانسيسكو. وزمالة طب الأشعاع العصبي بجامعة كاليفورنيا في سان فرانسيسكو. وأكمل زمالات مابعد الدكتوراة في التصوير العصبي مع بروس فيشيل في أثينا أ. مركز مارتينوس للتصوير الطبي الحيوي في مستشفى ماساتشوستش العام وعلم الوراثة العصبية مع اندريس دالي في جامعة كالفورنيا (سان دييغو

## البحث عن مرض التنكس العصبي
ركز عمل ديسيكان على التحقيق في البيولوجيا المرضية الكامنة وراء الإضطرابات التنكسية العصبية والنمو العصبي. باستخدام «البيانات الضخمة» المكتسبة من خلال التعاون العالمي المستمر، إبتكر مجموعة متنوعة من الأساليب المتعددة التخصصات لتحديد عوامل الخطر الجديدة لأمراض الدماغ.

## المساهمات العلمية

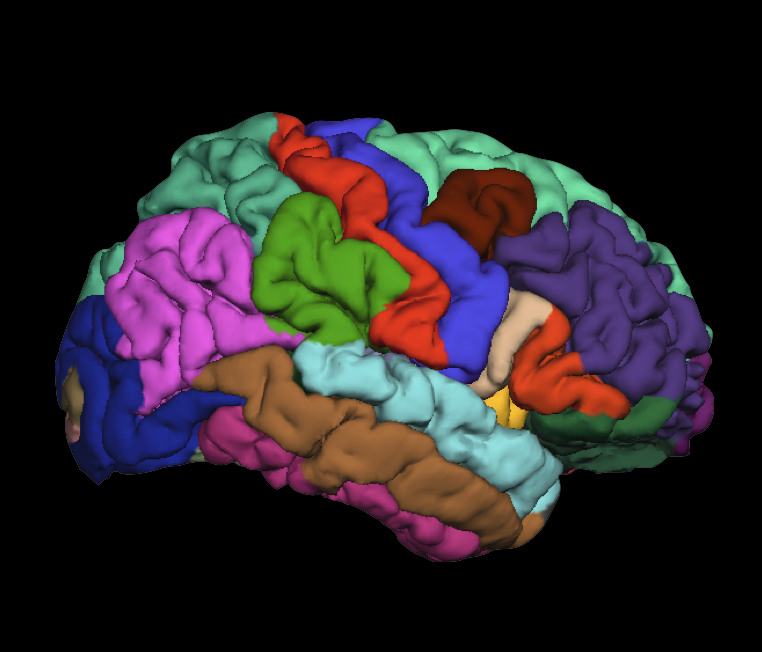
Desikan-Killiany Atlas (Desikanet et al. ، 2006) هو أطلس قشري بمساحة 35 منطقة يعتمد على مورفولوجيا (علم التشكيل) الدوران.

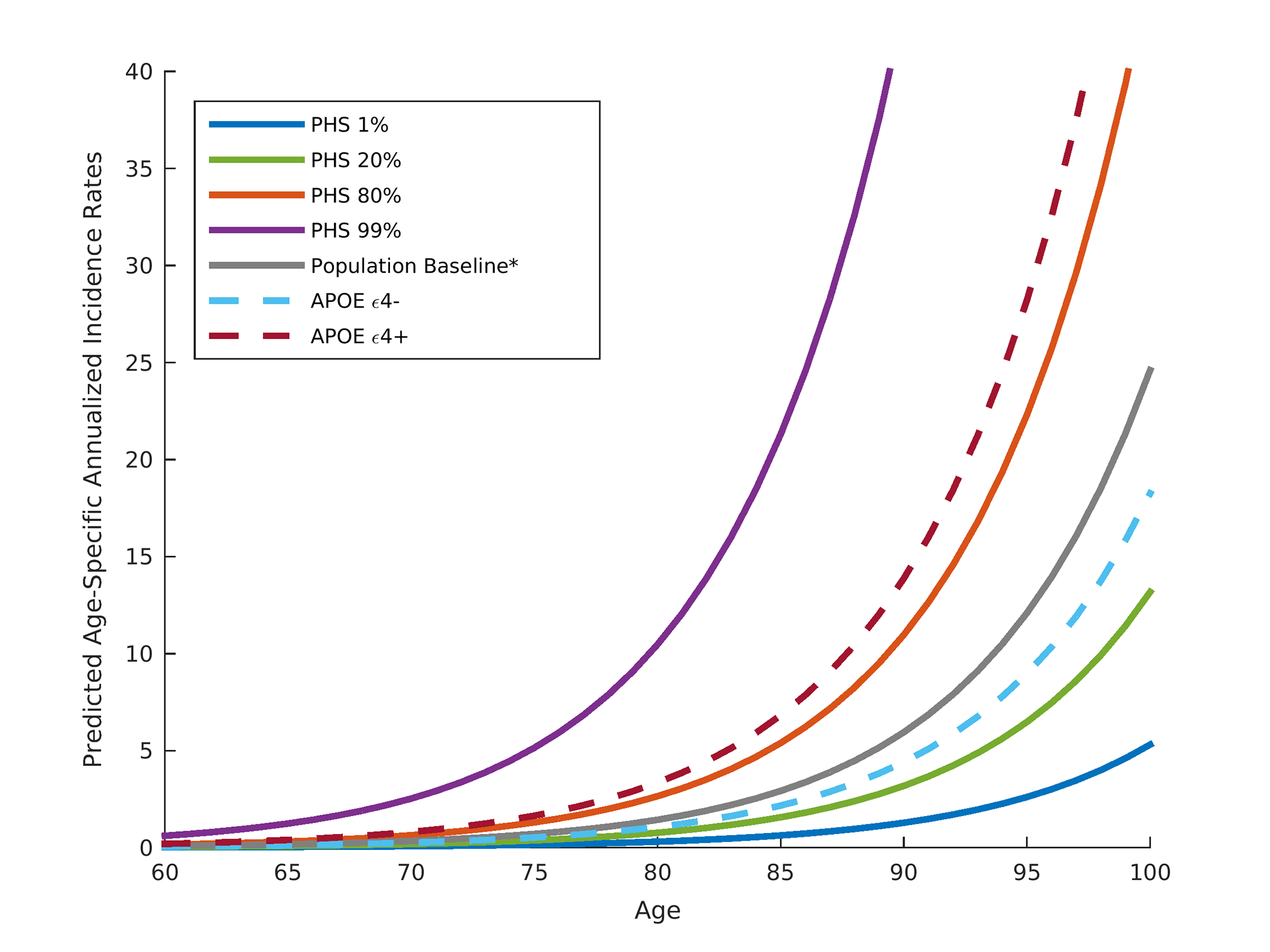
درجة الخطر المتعدد الجينات (PHS) للتنبؤ بعمر ظهور مرض ألزهايمر.

ركزت مسيرة ديسيكان العلمية على المساعدة في فهم الأمراض التنكسية العصبية وعلاجها، وخاصة داء ألزهايمر (الخرف الشيخوخي )  . تضمنت مساهماته العلمية الرئيسية:--
1) تطوير أطلس يعمل أليا لإدارة القشرة الدماغية البشرية (Desikan-Killiany Atlas in FreeSurfer) ، ودوره كمؤشر حيوي كمي للتنكس العصبي في داء ألزهايمر (الخرف الشيخوخي
2) وصف العلاقة التعاونية بين أمراض الأميوليد والتاو في داء ألزهايمر (الخرف الشيخوخي)
3) تطوير درجة المخاطر المتعددة الجينات (PHS) للتنبؤ بعمر ظهور داء ألزهايمر (الخرف الشيخوخي) ، بالتعاون مع تشون تشيه فان وأندريس دالي، تتوفر نسخة تجارية من المخاطر المتعددة الجينات (PHS)، والتي تحسب المخاطر الجينية للفرد باستخدام البيانات الجينية من 23andme وأنسيستري.كوم، والمتاحة من  داش جينومييكس
4)) المساعدة في التطوير والتحقق من صحة أساليب القياس الكمي لتعدد الأشكال الجينية. قدمت طريقته في  تعدد الأشكال الوراثية هذه رؤية  قيمة عبر عدد من الأمراض وحددت تعدد الأشكال الجديد للنيوكليوتيدات المفردة (SNPs) المرتبطة بزيادة خطر الإصابة بإنفصام الشخصية، إضطراب ثنائي القطب،   مرض ألزهايمر،  مرض باركنسون، الخرف الجبهي الصدغي،  التنكس القشري القاعدي،  ارتفاع ضغط الدم ، فرط كوليسترول الدم ومرض الشريان التاجي

## تشخيص التصلب الجانبي الضموري
في فبراير 2017، تم تشخيص ديسيكان بالتصلب الجانبي الضموري، وهو أحد الأمراض العصبية التنكسية، والتي كانت محور بحثه. ظهرت معركته مع المرض على الصعدين الشخصي والعملي وقد قامت  بتغطية قصته المراسلة لوري ماكجينلي في صحيفة واشنطن بوست.  كان غير قادر على التحدث أو المشي أو استخدام يديه، يواصل ديسيكان متابعة البحث ونشر أكثر من 25 ورقة بحثية منذ تشخيصه بالمرض،  يركز عمله الأخير على تطوير المخاطر المتعددة الجينات (PHS)__ للقلب والأوعية الدموية لمرض الزهايمر وتوصيف البنية الجينية لـ التصلب الجانبي الضموري (ALS) .عرضت جمعية ALS قصته الفريدة وعمله الرائد في مقال عام 2018.ظهرت مجلة بوستونيا بجامعة بوسطن عن ديسيكان في مقال نشر عام 2018 ظهرت قصة ديسيكان أيضًا كقصة تغطية لبرنامج Good Morning America التابع لشركة American Broadcasting Company يوم الجمعة، 23 نوفمبر 2018. توفي في 14 يوليو 2019، بعد عامين ونصف من تشخيص إصابته بنوع سريع التقدم من مرض التصلب الجانبي الضموري.

## الموسيقى
كان ديسيكان موسيقيًا هاويًا ومشغل الموسيقى (Dj) حتى بعد تشخيصه بالتصلب  الجانبي الضموري، قام ديسيكان بإنشاء، وتسجيل الريميكس (أي إعادة الإنتاج أو المزج)، وذلك باستخدام برنامج Traktor الخاص بـ Native Instrument ، مع نظام التقاط الحركة المرتبط به. تم نشرتسجيلات وريمكسات (الموسيقى الممزوجة)للعالم ديسيكان على صفحة SoundCloud الخاصة به تحت اسم مستعار (Rahul Quila)

## الجوائز
- في عام 2011  حائز على أعلى مقال مقتبس (التصوير العصبي) من 2006 إلى 2010.
- حائز على جائزة كورنيليوس جي دايك التذكارية لعام 2012 .[38]
- في عام 2016 أسس في صندوق Boerger  للأبحاث المتعلقة  بمرض ألزهايمر والأضطرابات العصبية الإدراكية .[39]
- في عام  2016-2017حائز على جائزة الباحث الصغير، من المركز الوطني لتنسيق داء ألزهايمر (الخرف الشيخوخي).[40]
- في عام 2017 حائز على جائزة التدريس المتميز لزميل / مدرس إكلينيكي، في قسم الأشعة والتصوير الطبي الحيوي بجامعة كاليفورنيا في سان فرانسيسكو [41]
- في عام 2017-2019 حائز على جائزة التصوير العصبي لمرض الزهايمر، مؤسسة الجمعية الأمريكية لعلم الأشعة العصبية (ASNR)[42]